# Super Mario Run
Super Mario Run (スーパーマリオラン, Sūpā Mario Ran, littéralement « Super Mario Run ») est un jeu vidéo de plates-formes développé par Nintendo EPD et édité par Nintendo sur téléphones mobiles. Le jeu est sorti d'abord en exclusivité sur iOS le 15 décembre 2016 dans 151 pays, puis sur Android et Chrome OS le 23 mars 2017.

## Système de jeu
Super Mario Run est un « runner », sous-genre du jeu de plates-formes dans lequel le personnage se déplace sans l'intervention du joueur : le joueur est chargé d'appuyer sur l'écran tactile pour faire sauter Mario, qui avance automatiquement. Plus le doigt est maintenu, plus Mario saute haut. Comme habituellement dans les jeux Super Mario, le joueur doit manœuvrer Mario par-dessus les obstacles, sur les ennemis, tout en récupérant les pièces. L'objectif est de guider Mario jusqu'à la fin du niveau en un temps record.
Deux « bulles » sont disponibles par niveau : elles permettent en cas d'erreur de continuer la partie sans recommencer le niveau du début.
En février 2017, un mode facile est ajouté via une mise à jour. Il élimine notamment la limite de temps et offre un nombre de « bulles » illimité.
Les tilesets (plateformes, ennemis, tuyaux…) ont une ressemblance proche à celle de New Super Mario Bros. U et plus particulièrement celle de Super Mario Maker. On retrouve dans les niveaux en plaine, un remix de l'overworld original de New Super Mario Bros. U.

## Développement
Le jeu est développé par le studio Nintendo EPD, domicilié à Kyoto, également responsable notamment de The Legend of Zelda: Breath of the Wild.

## Accueil

### Lancement
Selon l'institut Sensor Tower, douze heures après sa sortie, Super Mario Run est le jeu vidéo le plus téléchargé dans soixante-deux pays, dont les États-Unis où il atteint cette place en sept heures. Selon l'analyste Apptopia, le jeu aurait été téléchargé 2,85 millions de fois dans les premières 24 heures,.
Bien que les critiques spécialisées apprécient le jeu, son prix occasionne des notes médiocres de la part des joueurs et l'action Nintendo perd 4 % au premier jour de lancement.
Sur Android, durant la première semaine suivant son lancement, le jeu aurait été téléchargé plus de 10 millions de fois.

### Critique
Jeuxvideo.com, Gamekult et Gameblog sont unanimes sur la qualité technique de l'épisode mais regrettent tous trois le prix élevé et la faible durée de vie, en particulier du mode principal, et l'obligation d'être connecté à Internet pour pouvoir jouer,,.
Jeuxvideo.com insiste sur la qualité du gameplay à un doigt et le bon équilibre de la difficulté qui permet à chacun d'être mis à l'épreuve, joueur occasionnel comme expérimenté.

### Ventes
Le jeu a été téléchargé 50 millions de fois en 7 jours, mais seulement environ 4 % des jeux téléchargés auraient été convertis en achats, résultant en de faibles ventes et un faible chiffre d'affaires d'approximativement 18 millions de dollars.
Début janvier 2017, ce sont 90 millions de téléchargements qui sont recensés dont 3,4 % d'achats, générant pour Nintendo 30 millions de dollars de recettes.
Si les chiffres de ventes sont en deçà des attentes de Nintendo, la firme, qui ne communique toutefois pas sur le sujet, se dit satisfaite du modèle économique du jeu et souhaite poursuivre dans cette direction pour ses prochains titres mobiles.